# Menchu Quesada
Carmen Quesada (Bahía Blanca, 7 de septiembre de 1915 - Buenos Aires, 27 de noviembre de 2005), más conocida como Menchu Quesada, fue una actriz argentina.

## Biografía
De padre madrileño y madre andaluza, nació en la ciudad de Bahía Blanca al igual que sus hermanos. En su niñez, su padre les leía obras de Víctor Hugo y de Emile Zola. A los 11 años leía guiones de teatro, y  visitaba a dos de sus hermanos cuando hacían obras teatrales.
Debutó en La madre de los muertos..., de Florencio Sánchez reemplazando a una actriz. En 1939 se mudó con sus hermanos a Buenos Aires, y actuó en la obra teatral El pan de la locura. 
Junto a Luisa Vehil hizo, en el Teatro Liceo, obras como A Electra no le sienta el luto, Judith y las rosas y La casa de los siete balcones.
En 1952 realiza su primera participación cinematográfica en La Parda Flora, de León Klimovsky. También daba sus primeros pasos en la radio, lo que luego la llevaría a la televisión en ciclos como Su teatro de las 22 en 1958, donde actuó junto a Narciso Ibáñez Menta por Canal 7. Integró la compañía de Orestes Caviglia, junto a Ernesto Bianco, María Rosa Gallo, Inda Ledesma, Milagros de la Vega, entre otros. A fines de los 50` formó parte del elenco de Teleteatro para la hora del té, teniendo como galán a Fernando Heredia. En 1959 participó del programa Historia de jóvenes que, dirigido por David Stivel, se transmitía por Canal 7.

En teatro realizó Miércoles de ceniza, junto a Tita Merello, Mesas separadas, con Francisco Petrone, Hombre y superhombre, con Armando Discépolo, entre otras. Partícipe en 15 películas, se destacó con sus personajes de profesora (Demasiado jóvenes), mujer de Bobby (Reencuentro con la gloria) y barman (Muchachada de a bordo). En televisión, actuó asiduamente en ciclos como Esto es teatro, por Canal 13, Profesión, ama de casa, encarnando a Dora, Mi nombre es Lara, con Antonio Caride, Solo un hombre, entre otros.
A pesar de su gran trayectoria, su fama aumentó en el programa televisivo Los Campanelli (1969-1974), en compañía con Adolfo Linvel, programa que fue llevado al cine y al teatro. 
En 1990 fue contratada para componer a la abuela disparatada de Carlos Calvo en Amigos son los amigos, por Telefé. Continuó en actividad hasta 1996.
Falleció el 27 de noviembre de 2005 a los 90 años en Buenos Aires después de haber estado internada por problemas neurológicos, a pesar de que varias fuentes de comunicación dijeron que tenía 91 años.
Está sepultada en el Panteón de la Asociación Argentina de Actores del Cementerio de la Chacarita. Su hermana Nya Quesada también fue actriz y estuvo 10 años casada con Francisco de Paula.

## Filmografía
- Camarero nocturno en Mar del Plata (1986)
- Los fierecillos se divierten (1982)
- Departamento compartido (1980)
- La mamá de la novia (1978)
- Mi novia el... (1975)
- El picnic de los Campanelli (1972)
- El veraneo de los Campanelli (1971)
- Vamos a soñar con el amor (1971)
- El caradura y la millonaria (1971)
- La muchachada de a bordo (1967)
- Los de la mesa 10 (1960)
- Demasiado jóvenes (1958)
- Reencuentro con la gloria (1957)
- Los problemas de Papá (1954)
- La Parda Flora (1952)

## Televisión
- Profesión, ama de casa (1979) como Dora[3]
- Los Campanelli (1969-1974)
- Historia de jóvenes (1959)
- Amigos son los amigos (1990-1992)